# Reducció (música)
|  | Per a altres significats, vegeu «Reducció (desambiguació)». |

Una reducció, en música és el procés i el resultat de reescriure una composició que havia estat originalment pensada i composta per a un conjunt ampli -normalment d'instruments i més rarament de veus- per a un grup més reduït o bé per a un sol instrument.
Habitualment aquest procés comporta un canvi important de format i, per consegüent, també -a vegades- de gènere.
Independentment que aquesta pugui ser o no la raó principal d'una determinada reducció, una reducció sempre comporta un estalvi de mitjans, dels recursos necessaris per posar en joc una determinada composició, per la qual cosa, en definitiva, la reducció sempre acaba multiplicant les possibilitats de fer sonar l'obra i n'augmenta, si més no potencialment, la seva difusió.
Ja al segle xvi es troben mostres de composicions polifòniques, originalment escrites a quatre o a cinc parts -ja siguin vocals o instrumentals- reduïdes per a un instrument polifònic, ja sigui de teclat o de la família del llaüt o de la viola de mà.
A la segona meitat del segle xviii, durant el Classicisme es van posar molt de moda les reduccions per a piano d'obres orquestrals -principalment simfonies qua havien gaudit d'una certa notorietat a la sala de concerts, atès que d'aquesta manera aquells que n'havien gaudit al concert en podien continuar gaudint als seus domicilis. Pot donar idea de la magnitud de fenomen el fet que, de les simfonies de Carles Baguer se n'han conservat més còpies manuscrites al seu temps en reducció pianística que no pas en el format original orquestral.
Paral·lelament, es popularitzaren les reduccions de les parts orquestrals de les àries d'òpera que triomfaven als teatres, amb uns objectius molt semblants, de manera que s'interpretaven per a cant i piano. A Viena pels mateixos anys s'havien popularitzat les reduccions dels fragments operístics més exitosos per a grups d'instruments de vent (les Harmoniemusik) que a voltes ho feien sonar pels carrers.
La moda de les reduccions pianístiques de simfonies i altre repertori orquestral es va mantenir durant bona part del segle xix. En el moment en què aquesta tècnica es posa en mans de grans compositor com per exemple Franz Liszt que va fer reduccions per a piano de moltes àries operístiques, i de les simfonies de Beethoven, entre d'altres, l'art i la tècnica de la reducció van adquirir una altra dimensió. Encara a les primeres dècades del segle XX Arnold Schönberg va portar a terme interessants reduccions que es compten entre les poques que es mantenen com a repertori concertístic.
Tot i que el món del concert en general tendeix a no emprar les reduccions, excepció feta d'aquells casos en què aquestes excel·leixen per elles mateixes, sí que la reducció -especialment pianística- continua tenint un lloc important en el món de l'ensenyament i en el de l'òpera atès que serveix per als múltiples assajos parcials que la posada en escena d'una òpera requereix.
La reducció ha de ser considerada un cas concret de transcripció i d'arranjament.